# Victor Buono
Victor Buono, né le 3 février 1938 et mort le 1er janvier 1982, est un acteur américain.

## Biographie
De son nom complet Victor Charles Buono, il est né à San Diego, en Californie, c'est le fils de Victor Francis Buono (28 mai 1907-17 mai 1981) et de Myrtle Belle Keller (19 octobre 1909-27 août 1979). Le père de Victor Buono était un émigré italien exilé vers 1929 aux États-Unis.
Il commença sa carrière à l'âge de 18 ans dans la pièce « Volpone » avec la troupe de l'Old Globe Theatre. En 1962, Robert Aldrich lui donne sa grande chance en lui proposant un rôle dans Qu'est-il arrivé à Baby Jane ? Il y est Edwin Flagg, un pianiste trentenaire un rien guindé et plutôt apathique, qui vit avec sa vieille mère. Il finit par être engagé comme accompagnateur par Jane Hudson (Bette Davis), une vieille femme qui fut il y a bien longtemps une enfant star. Il comprend, dès leur premier rendez-vous, que celle-ci n'a plus tous ses esprits, mais rentre dans son jeu par appât du gain. Ce rôle, joliment écrit, et brillamment tenu, lui vaut une nomination aux oscars. Dès lors, sa carrière est lancée. Son embonpoint (180 kg) le limite à certains rôles. Souvent cantonné dans des rôles de super-vilains dans de nombreuses séries télévisées, de Batman à L'Homme de l'Atlantide en passant par Les Mystères de l'Ouest.
Victor Buono est mort d'une crise cardiaque dans son ranch de Apple Valley en Californie à l'âge de 43 ans.

## Hommage
- En 2017 dans la série télévisée Feud de Ryan Murphy, Victor Buono est interprété par Dominic Burgess

## Filmographie

### Télévision

#### Téléfilms
- 1967 : Dick Tracy de Larry Peerce : Mr. Memory
- 1980 :  Murder Can Hurt You (TV) de Roger Duchowny : Ironbottom
- 1980 : Encore plus de Mystères de l'Ouest (More Wild Wild West), Téléfilm 2, de Burt Kennedy (1980) : Dr Messenger

#### Séries télévisées
- 1965 : Voyage au fond des mers (Voyage to the Bottom of the Sea), de Irwin Allen (série télévisée) : Saison 2, épisode 4, Le Robot (The Cyborg) : Tabor Ulrich
- 1965, 1966 & 1980 : Les Mystères de l'Ouest (The Wild Wild West), de Michael Garrison (série télévisée)
  - La Nuit des Ténèbres (The Night of the Inferno), Saison 1 épisode 1, de Gilbert Ralston (1965) : Juan Manolo
  - La Nuit des Excentriques (The Night of the Eccentrics), Saison 2 épisode 1, de Robert Sparr (1966) : comte Carlos Manzeppi
  - La Nuit de la Pierre philosophale (The Night of the Feathered Fury), Saison 2 épisode 17, de Robert Sparr (1966) : comte Carlos Manzeppi
- 1966 : Batman : Le Roi Tut / William McElroy
- 1977 : L'Homme de l'Atlantide (The Man from Atlantis) (série télévisée) : Dr. Schubert

### Cinéma
- 1961 : Les Canons de Navarone : non crédité
- 1962 : Qu'est-il arrivé à Baby Jane ? de Robert Aldrich : Edwin Flagg.
- 1963 : Quatre du Texas de Robert Aldrich : Harvey Burden
- 1964 : Chut... chut, chère Charlotte de Robert Aldrich : Samuel Eugene (« Big Sam ») Hollis
- 1964 : Le Tueur de Boston de Burt Topper : Léo Kroll
- 1964 : Les Sept Voleurs de Chicago de Gordon Douglas : Député Shérif Alvin Potts
- 1966 : Matt Helm, agent très spécial de Phil Karlson :  Tung-Tze
- 1969 : Istanbul, mission impossible (Target: Harry) de Roger Corman
- 1970 : Le Secret de la planète des singes de Ted Post : le gros homme
- 1971 : L'Étrangleur de Vienne de Guido Zurli
- 1972 : L'Enfer de la nuit d'Alan Gadney : Maître D.
- 1972 : La Colère de Dieu (The Wrath of God) de Ralph Nelson : Jennings
- 1973 : Arnold de Georg Fenady : le prêtre
- 1974 : Northeast of Seoul de David Lowell Rich : Portman
- 1975 : The Chinese Caper de Paul Leder : Everett Maddox
- 1977 : Savage in the city de John W. Shadow
- 1978 : Le Couloir de la mort (The Evil) de Gus Trikonis : Le Diable
- 1980 : Détective comme Bogart de Robert Day : Commodore Anastas